# Thirunagar
Thirunagar è una suddivisione dell'India, classificata come town panchayat, di 15.549 abitanti, situata nel distretto di Madurai, nello stato federato del Tamil Nadu. In base al numero di abitanti la città rientra nella classe IV (da 10.000 a 19.999 persone).

## Geografia fisica
La città è situata a 09° 53' 05 N e 78° 03' 52 E.

## Società

### Evoluzione demografica
Al censimento del 2001 la popolazione di Thirunagar assommava a 15.549 persone, delle quali 7.640 maschi e 7.909 femmine. I bambini di età inferiore o uguale ai sei anni assommavano a 1.174, dei quali 629 maschi e 545 femmine. Infine, coloro che erano in grado di saper almeno leggere e scrivere erano 13.465, dei quali 6.770 maschi e 6.695 femmine.